# Андокид (гончар)
Андо́кид (др.-греч. Ἀνδοκίδης) — древнегреческий гончар 2-й пол. 6 в до н. э.
Работал в Афинах.
Известно 8 его работ.
Самая известная — амфора с изображением Диониса и двумя менадами.
Созданные им вазы расписывали разные вазописцы, в том числе анонимный «живописец Андокид», с которым связывают переход от чернофигурной к краснофигурной технике.